# Синкявичюс, Миндаугас
Миндаугас Синкявичюс (лит. Mindaugas Sinkevičius,  1984, Ионава) — литовский политик. Министр хозяйства Литвы (в 2016—2017), мэр Ионавы в 2011—2016. Член Социал-демократической партии Литвы.

## Биография
Oтец Римантас Синкявичюс, политик. Член Сеймa Литовской Республики.
После окончания гимназии  в Ионаве Миндаугас Синкявичюс поступил в Вильнюсский университет. В 2007 году закончил Вильнюсский университет по специальности «экономика». С 13 декабря 2016 года до 12 октября 2017 года руководил министерством хозяйства Литвы.
Владеет английским, русским языками.